# Aivars Lazdenieks
Aivars Lazdenieks   (Skrunda, 26 de febrer de 1954 - 20 d'agost de 2023) fou un remer letó, que va competir sota bandera de la Unió Soviètica durant la dècada de 1970.
El 1976 va prendre part en els Jocs Olímpics d'Estiu de Mont-real, on guanyà la medalla de plata en la competició del quàdruple scull del programa de rem. Formà equip amb Ievgueni Duléiev, Iuri Iakímov i Vitautas Butkus.
En el seu palmarès també destaca una medalla de bronze en el quàdruple scull al Campionat del Món de rem de 1975 i el campionat soviètic del quàdruple scull de 1976.